# アカデミー国際長編映画賞ルクセンブルク代表作品の一覧
ルクセンブルク大公国は1997年に初めてアカデミー国際長編映画賞に映画を出品した。アカデミー外国語映画賞はアメリカ合衆国の映画芸術科学アカデミー（AMPAS）が主催し、アメリカ合衆国以外の国で製作され、主要な会話が英語以外で占められた長編映画を対象としている。2021年までにルクセンブルクは17本の映画を出品しているが、ノミネートに至ったことは一度もない。

## 代表作
1956年よりAMPASは外国語映画賞を設置し、各国のその年最高の映画を招待している。外国語映画賞委員会はプロセスを監視し、すべての応募作品を評価する。その後、委員会は5つのノミネート作品を決定するために秘密投票を行う。以下はルクセンブルク代表作の一覧である。
| 年 （授賞式）   | 日本語題                   | 出品時の英題                  | 原題                                | 言語                                     | 監督                                 | 結果 |
| --------------- | -------------------------- | ----------------------------- | ----------------------------------- | ---------------------------------------- | ------------------------------------ | ---- |
| 1997 （第70回） | エル                       | Women                         | Elles                               | フランス語、ポルトガル語                 | ルイス・ガルヴァン・テレシュ         | 落選 |
| 1998 （第71回） |                            | Back in Trouble               | Back in Trouble                     | ルクセンブルク語、ドイツ語               | アンディ・バウシュ                   | 落選 |
| 2002 （第75回） |                            | Dead Man's Hand               | Petites misères                     | フランス語                               | Philippe Boon Laurent Brandenbourger | 落選 |
| 2003 （第76回） |                            | I Always Wanted to Be a Saint | J'ai toujours voulu être une sainte | フランス語                               | Geneviève Mersch                     | 落選 |
| 2005 （第78回） |                            | Renart the Fox                | Le Roman de Renart                  | フランス語                               | Thierry Schiel                       | 落選 |
| 2006 （第79回） |                            | Your Name is Justine          | Your Name is Justine                | ポーランド語、英語                       | Franco de Pena                       | 失格 |
| 2007 （第80回） |                            | Little Secrets                | Perl oder Pica                      | ルクセンブルク語                         | ポル・クリシュテン                   | 落選 |
| 2008 （第81回） |                            | Nuits d'Arabie                | Nuits d'Arabie                      | フランス語、アラビア語                   | ポール・キーファー                   | 落選 |
| 2009 （第82回） |                            | Refractaire                   | Réfractaire                         | フランス語                               | ニコラス・スタイル                   | 落選 |
| 2013 （第86回） | ミッドナイト・アングル     | Blind Spot                    | Doudege Wénkel                      | ルクセンブルク語                         | クリストフ・ヴァグナー               | 落選 |
| 2014 （第87回） |                            | Never Die Young               | Never Die Young                     | フランス語                               | ポル・クリシュテン                   | 落選 |
| 2015 （第88回） |                            | Baby(a)lone                   | Baby(a)lone                         | ルクセンブルク語                         | ドネート・ロテュンノ                 | 落選 |
| 2016 （第89回） |                            | Voices from Chernobyl         | La supplication                     | フランス語                               | ポル・クリシュテン                   | 落選 |
| 2017 （第90回） |                            | Barrage                       | Barrage                             | フランス語                               | ローラ・シュレーダー                 | 落選 |
| 2018 （第91回） | グッドランド               | Gutland                       | Gutland                             | ルクセンブルク語、ドイツ語               | ゴヴィンダ・ヴァン・メーレ           | 落選 |
| 2019 （第92回） | テルアビブ・オン・ファイア | Tel Aviv on Fire              | תל אביב על האש                      | ヘブライ語、アラビア語                   | サメフ・ゾアビ                       | 落選 |
| 2020 （第93回） |                            | River Tales                   | Cuentos del río                     | スペイン語                               | ジュリー・シュロール                 | 落選 |
| 2021 （第94回） |                            | Io sto bene                   | Io sto bene                         | イタリア語、フランス語、ルクセンブルク語 | ドネート・ロテュンノ                 | 落選 |

ルクセンブルクはその規模の小ささのために出品映画の多くは近隣諸国との共同製作となっている。2006年の代表作『Your Name is Justine』はルクセンブルクが主要出資国でポーランドを拠点とするベネズエラ人が監督し、舞台はドイツとポーランド、主要言語は英語とポーランド語であり、ルクセンブルクが複数の国々に対して十分な芸術的コントロールをしていなかったと認識され、AMPASをこれを失格とした。同作は当初はポーランド代表作候補のひとつであったが最終的に選ばれず、その後ルクセンブルクのものとなった。
ルクセンブルク初の出品作である『エル』も多国籍映画であった。ポルトガル仁が監督してリスボンを舞台とするこの映画は主要言語がフランス語であり、主要キャストはルクセンブルク人ではなくフランス人、ポルトガル人、スペイン人、スイス人、アメリカ人であった。2002年の『Petites misères』は一部の映画祭ではベルギー代表作扱いであった。

## 外部リン ク
- The Official Academy Awards Database
- The Motion Picture Credits Database
- IMDb Academy Awards Page